# عنکبوت منزوی مدیترانه‌ای
عنکبوت منزوی مدیترانه‌ای گونه از عنکبوت است که پراکنش جهان وطن دارد. این عنکبوت زهری بافت گرا داشته که در گونهٔ انسان منجر به نکروز بافتی و همچنین اختلالات سیستمیک می‌شود. این گونه تا کنون از مناطق مختلفی از ایران نیز گزارش شده است.